# Semion Tchernetsky
Le Major général Semion Alexandrovitch Tchernetsky (en russe : Семё́н Алекса́ндрович Черне́цкий) est un chef d'orchestre militaire soviétique né le 24 octobre 1881 à Odessa et mort le 13 avril 1950 à Moscou. Il a été le fondateur des orchestres militaires russes modernes et le directeur principal de l'Orchestre central militaire du Commissariat du peuple à la défense nationale de l'URSS de 1924 à 1950.

## Biographie
Tchernetsky est né le 24 octobre 1881 à Odessa dans une famille de musiciens. De 1892 à 1893, Tchernetsky étudie le trombone dans l'orchestre du 24e régiment de dragons de Lubny à Chisinau, dont son oncle est le chef d'orchestre. En 1911, il entre au Conservatoire de Saint-Pétersbourg, dont il sort diplômé en 1917. En 1918, Tchernetsky rejoint l'Armée rouge et est nommé chef des fanfares militaires du district militaire de Saint-Pétersbourg. Il gravit rapidement les échelons avant d'être nommé directeur de la fanfare militaire de l'Armée rouge des ouvriers et paysans en 1924. Après plus de 10 ans à ce poste, il forme la fanfare militaire centrale du Commissariat du peuple à la défense nationale, qui est devenue plus tard la première fanfare militaire à être formée dans la Russie moderne. En 1935, avec le professeur Heinrich Neuhaus du Conservatoire de Moscou, il crée la Faculté militaire du Conservatoire d'État de Moscou, où les étudiants en musique reçoivent un programme basé sur la direction d'orchestre et le répertoire de combat. Le 1er août 1937, Tchernetsky fonde l'Université de musique militaire de Moscou afin de développer et d'améliorer les connaissances des musiciens militaires potentiels de l'Armée rouge. Le 24 juin 1945, Tchernetsky dirige les fanfares lors du défilé de la victoire de Moscou en 1945 sur la Place Rouge .
En 1946, il souffre d'une paralysie, qui entraîne sa retraite du service actif après 25 ans de services dans les forces armées. Tchernetsky est décédé le 13 avril 1950 à Moscou . Il est enterré au cimetière de Novodevitchi,,,,.

## Héritage
Tchernetsky est très reconnu dans la sphère de la musique militaire russe et est l'un des compositeurs militaires russes les plus remarquables du xxe siècle. Selon les sources, il a écrit entre 100 et 200 marches, chants patriotiques et autres œuvres de son vivant. En plus des marches militaires, il a également écrit des marches socio-politiques telles que Gloire à la patrie, L'appel de Lénine et la Marche des pionniers de Moscou . Beaucoup de ses marches militaires sont les plus célèbres et les plus courantes utilisées par le service de la fanfare militaire russe, dont certaines ont été utilisées pendant des décennies lors du défilé du jour de la victoire de Moscou sur la Place Rouge.

## Compositions

### Marches
- L'appel de Lénine (1924-1936)
- Marche industrielle (1932)
- GTO (1933)
- Marche Birobidzhan (1934)
- Marche lente des académies militaires de RKKA (1936)
- Marche lente (1936)
- Marche lente de l'Armée rouge (1936)
- Marche des pionniers de Moscou (1936)
- Marche cosaque (1936)
- Marche géorgienne (1936)
- Marche de la Bannière Rouge Komsomol (1936)
- Marche ukrainienne n ° 1 (1936)
- Marche ukrainienne n ° 2 (1936)
- Marche ukrainienne n° 3 (1936 ou 1938)
- Marche de la colonne géorgienne (1937)
- Marche de la jeunesse (1937)
- Ensemble de bannière rouge (1937)[8]
- Cavalerie Trot (1938)
- Marche "Notre patrie (1938)
- Marche "Sous le drapeau du commissaire du peuple" (1938)
- Amitié des peuples de l'URSS (1939)
- Marche du défilé (1940)
- Marche solennelle (en l'honneur du 20e anniversaire du corps de cavalerie russe)
- Marche moldave (1940)
- Marche de Bessarabie (1940)[9]
- Anatoli Krokhalev (1940)
- Triomphe de la victoire (1940)
- Marche lente des écoles d'officiers (1941)
- Marche de la 1ère division de gardes à fusil (1941)[10]
- Marche "La victoire est derrière nous" (1941)
- Marche lente du premier corps de cavalerie de la garde (1942)
- Marche lente du deuxième corps de cavalerie de la garde (1942)
- Marche lente du troisième corps de cavalerie de la garde (1942)
- Marche de la huitième division d'infanterie motorisée de la garde Panfilov (1942)[11]
- Marche slave (1942)
- Marche de la fanfare de la garde (1942)
- Marche de la première division de fusiliers de la garde (1942)
- Pour une juste cause (1942)
- Héros de Stalingrad (1943)
- Héros de l'Azerbaïdjan (1943)
- Marche lente du Jubilé "25 ans de l'Armée rouge" (1943)
- Marche des tankistes (1943)
- Marche des mortiers de la garde (1943)
- Marche des divisions de fusiliers de la garde de Leningrad (1944)
- Donbass indigène (1944)
- Marche de la 53e division des fusiliers de la garde (1944)
- Salut à Moscou (1944)
- Marche de la Victoire (fanfare) (1944)
- L'entrée de l'Armée rouge à Bucarest (1944)
- L'entrée de l'Armée rouge à Budapest (1945)
- Marche des fêtes de la victoire (1946)
- Marche russe (1945)
- Marche lente de la marche de l'artillerie (1946)
- Marche lente des tankistes (1946)
- Marche de l'artillerie (1946)
- Marche de l'Artillerie de la garde (1946)

## Récompenses
- Artiste émérite de la RSFSR (1936)
- Prix Staline (1946)
- Ordre de Lénine
- Ordre du Drapeau Rouge
- Ordre de la guerre patriotique
- Ordre de l'étoile rouge
- Médaille "20 ans de l'Armée rouge" (1938)